# Hyale perieri
Hyale perieri är en kräftdjursart som först beskrevs av Lucas 1846.  Hyale perieri ingår i släktet Hyale och familjen Hyalidae. Inga underarter finns listade i Catalogue of Life.